# Disaster Response Teams
Die Disaster Response Teams (DRT, deutsch Katastropheneinsatzteams) sind ehrenamtlich arbeitende Expertenteams des Transport- und Logistikdienstleisters DHL, die seit 2005 weltweit nach Naturkatastrophen zum Einsatz kommen. Die DRTs werden auf Anforderung der Vereinten Nationen tätig und sind Teil des Corporate-Responsibility-Programms der Deutschen Post DHL.

## Organisation & Arbeitsweise
Die DRTs unterstützen das Amt der Vereinten Nationen für die Koordinierung humanitärer Angelegenheiten (OCHA) und werden auf Anforderung der Vereinten Nationen tätig. DHL unterhält insgesamt drei Teams mit Sitz in Singapur, Panama und Dubai, sie bilden ein globales Netzwerk, das 80 Prozent der von Naturkatastrophen heimgesuchten Regionen der Erde abdeckt.
Jedes Disaster Response Team ist innerhalb von 72 Stunden einsatzbereit und besteht aus rund 80 DHL-Mitarbeitern, die ehrenamtlich an Einsätzen teilnehmen. Die Einsatzdauer beträgt in der Regel zwei bis drei Wochen, während derer die Mitarbeiter sich in Zwölfstundenschichten abwechseln.

## Aufgaben
Die Disaster Response Teams kommen an Flughäfen zum Einsatz, die den Katastrophengebieten am nächsten liegen. Ihre primäre Aufgabe ist es, logistische Engpässe an den Flughäfen zu vermeiden und dadurch die schnelle Verteilung von Hilfsgütern zu unterstützen. Dieser Aufgabenbereich umfasst vor allem:
1. Verladung eintreffender Hilfsgüter von Flugzeug- auf Standardpaletten
2. Organisation eines professionellen Lagermanagements
3. Unterstützung der NGOs vor Ort bei der Beladung von Fahrzeugen

## Hintergrund
DHL, eine Konzerntochter der Deutschen Post DHL, hat die DRTs zur Unterstützung des OCHA 2005 ins Leben gerufen, nachdem sich in den Vorjahren DHL-Mitarbeiter an Hilfsaktionen für die Betroffenen von Naturkatastrophen beteiligt hatten. Bereits im Jahr 2003, bei einem Erdbeben in der iranischen Stadt Bam, hatte DHL die Erfahrung gemacht, dass insbesondere Flughäfen in abgelegenen Regionen selten in der Lage sind, nach Naturkatastrophen große Mengen eintreffender Hilfsgüter logistisch zu bewältigen: Die Verwaltung des dortigen Flughafens war nach dem starken Erdbeben weder ausgerüstet noch ausgebildet, die großen Mengen an Hilfsgütern abzuwickeln; das Flughafengelände war innerhalb kürzester Zeit blockiert. Ein großes Logistikunternehmen wie DHL verfügt hingegen über die nötige Erfahrung und Fachkenntnis, solche Probleme zu bewältigen. Dies führte im Dezember 2005 zur Unterzeichnung einer Partnerschaftsvereinbarung zur Katastrophenhilfe mit dem Entwicklungsprogramm der Vereinten Nationen (United Nations Development Program, UNDP) und dem OCHA.

## Bisherige Einsätze
Bisher 37 DRT-Einsätze in 21 Ländern:
- April 2016: Erdbeben in Ecuador
- Oktober 2011: Überschwemmungen in El Salvador
- Februar 2011: Erdbeben auf Neuseeland[4]
- August 2010: Überschwemmungen in Pakistan[5]
- Mai 2010: Tropensturm Agatha in Guatemala[6]
- Februar 2010: Erdbeben in Chile[7]
- Januar 2010: Erdbeben auf Haiti[8]
- Oktober 2009: Erdbeben auf Sumatra, Indonesien
- Oktober 2009: Tsunami auf Samoa
- Oktober 2009: Taifune Ketsana und Parma auf den Philippinen
- Mai bis Juni 2008: Taifun Nargis in Myanmar
- August 2007: Erdbeben in Pisco, Peru
- Dezember 2006: Taifun Durian auf den Philippinen
- Juni 2006: Erdbeben auf der Insel Java, Indonesien
- Oktober 2005: Erdbeben in Pakistan[9]
- September 2005: Hurrikan Katrina in den Vereinigten Staaten[9]
- Dezember 2004 – Januar 2005: Tsunami in Sri Lanka[9]
- Dezember 2003 – Januar 2004: Erdbeben in Bam, Iran[9]